# Anatol Łokasto
Anatol Łokasto (ur. 2 lipca 1946 w Mesynie na Sycylii, zm. 24 września 2021 w Warszawie) – polski szachista oraz trener szachowy.

## Kariera sportowa
Jest dziewięciokrotnym medalistą drużynowych mistrzostw Polski (wszystkie w barwach klubu "Legion" Warszawa): czterokrotnie złotym (1969, 1972, 1984, 1986), czterokrotnie srebrnym (1971, 1978, 1981, 1987) oraz brązowym (1977). Poza tym, w 1972 r. zdobył w Lublińcu tytuł drużynowego wicemistrza Polski w szachach błyskawicznych.
Dwukrotnie wystąpił w finałach mistrzostw Polski juniorów do 20 lat (1965 – XIV m., 1966, VIII m.). Był również dwukrotnym (1977, 1985) uczestnikiem półfinałów indywidualnych mistrzostw Polski. Wielokrotnie startował w turniejach międzynarodowych, jeden z najlepszych wyników osiągając w Moskwie w 1992 r., gdzie zajął VI miejsce (za m.in. Igorem Jefimowem, Igorsem Rausisem, Witalijem Cieszkowskim i Giennadijem Kuźminem, a przed m.in. Gojko Laketiciem, Igorem Naumkinem i Normundsem Miezisem), wypełniając normę na tytuł mistrza międzynarodowego. W 2002 i 2003 r. reprezentował Polskę na szachowych mistrzostwach NATO. W 2003 r. zdobył wspólnie z drużyną srebrny medal, a w turnieju indywidualnym zajął VI miejsce.
Najwyższy ranking w karierze osiągnął 1 stycznia 1993 r., z wynikiem 2370 punktów zajmował wówczas wśród polskich szachistów miejsce na początku piątej dziesiątki.

## Wybrane publikacje
- Współczesna encyklopedia debiutów T.1, Wydawnictwo "Piotruś", Warszawa 1999, ISBN 83-905002-5-6 (wspólnie z Piotrem Kaczorowskim)
- Współczesna encyklopedia debiutów T.2, Wydawnictwo "Piotruś", Warszawa 1999, ISBN 83-905002-5-7 (wspólnie z Piotrem Kaczorowskim)
- Nauka gry w szachy dla początkujących i zaawansowanych, Wydawnictwo Mediabank, Warszawa 2004, ISBN 83-86215-41-0